# Harry Bernstein
Harry Bernstein (født 30. maj 1910, død 3. juni 2011) var forfatter til bogen The Invisible Wall: A Love Story That Broke Barriers. Bogen var den første han udgav, og den behandler en række emner, herunder hans mor Adas langmodige kamp for at opfostre sine seks børn, en voldelig og alkoholisk far, den antisemitisme Bernstein stødte på under sin opvækst i Cheshire i det nordlige England, tabet af jøder og kristne i Første Verdenskrig og en Romeo og Julie-romance oplevet af hans søster og hendes kristne kæreste. Bernstein begyndte at skrive bogen, da han var 93, og den udkom i 2007, da han var 96. Ensomheden, han oplevede efter sin kone Rubys død i 2002 efter 67 års ægteskab, var katalysatoren til arbejdet.  